# Asareae
Asareae,  biljni tribus iz porodice kopitnjakovki (Aristolochiaceae), dio je potporodice Asaroideae
Sastoji od jednog ili dva roda sa preko stotrideset vrsta. Rod Hexastylis ponekad uklapaju u Asarum.

## Rodovi
1. Asarum L. (119 spp.)
2. Hexastylis Raf. (16 spp.)